# Stratford-upon-Avon
Stratford-upon-Avon (/stɹæt.fəd əˈpɒn ˈeɪ.vən/ⓘ) es un municipio situado en Warwickshire al sureste de Birmingham, Inglaterra. Su principal atracción turística es todo lo relacionado con la casa de William Shakespeare y sus propiedades. Es además la ciudad natal del afamado y exitoso ingeniero de Fórmula 1 Adrian Newey.
«El Stratford de Shakespeare» fue temporalmente, entre 1996 y 2012, uno de los bienes de la Lista Indicativa de Reino Unido.

### Localización

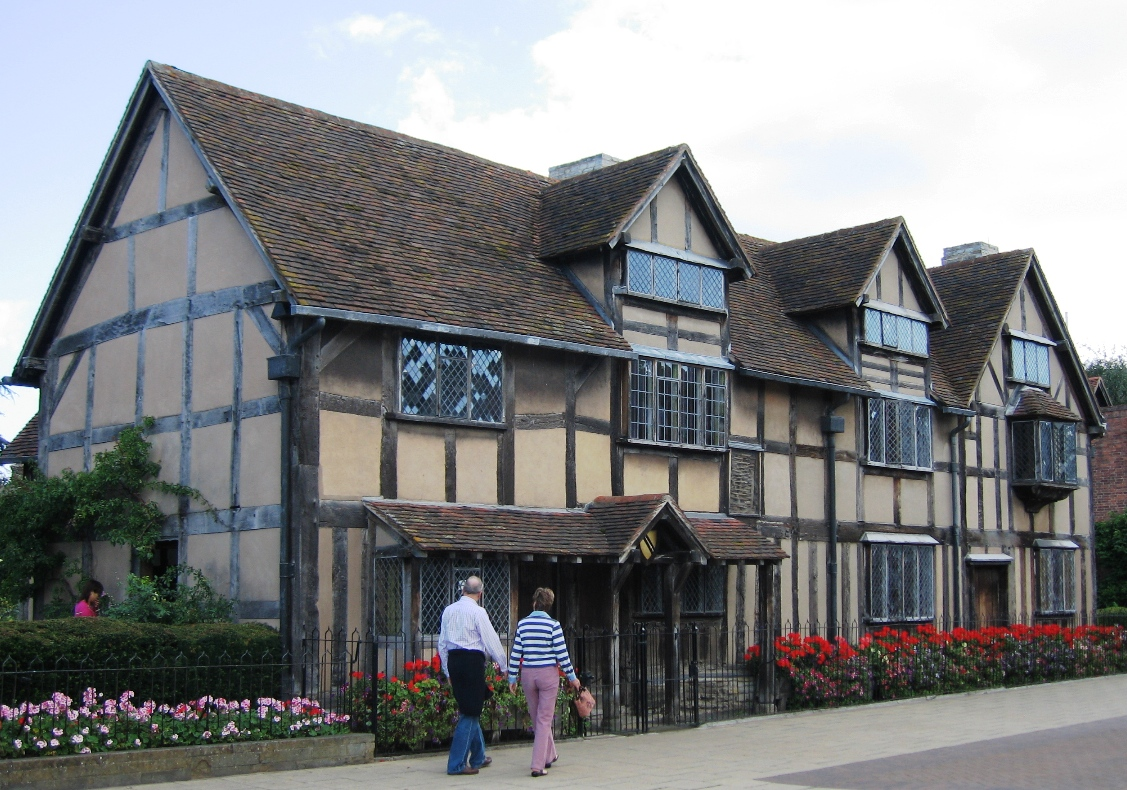
Casa natal de William Shakespeare en Stratford-upon-Avon.

Stratford-upon-Avon está cercana a la segunda ciudad más grande del Reino Unido, Birmingham, es fácil acceder a ella debido a la salida 15 de la M40. Mediante tren se puede acceder desde Birmingham (Snow Hill station, Moor Street station) así como desde Londres, con un servicio de cerca de siete trenes directos desde la estación de Londres Marylebone.

## Historia
Tiene un origen anglosajón y fue creciendo como un burgo, una “ciudad-mercado”, en la Edad Media. La ciudad está bañada por el río Avon que lo cruza por un parque muy frecuentado por turistas y lugareños.
“Stratford-upon-Avon”, significa Stratford sobre el Río Avon, también llamada sólo Stratford. Para diferenciar el Distrito de la ciudad, se utilizan los términos upon-Avon para la ciudad y on-Avon para el Distrito.

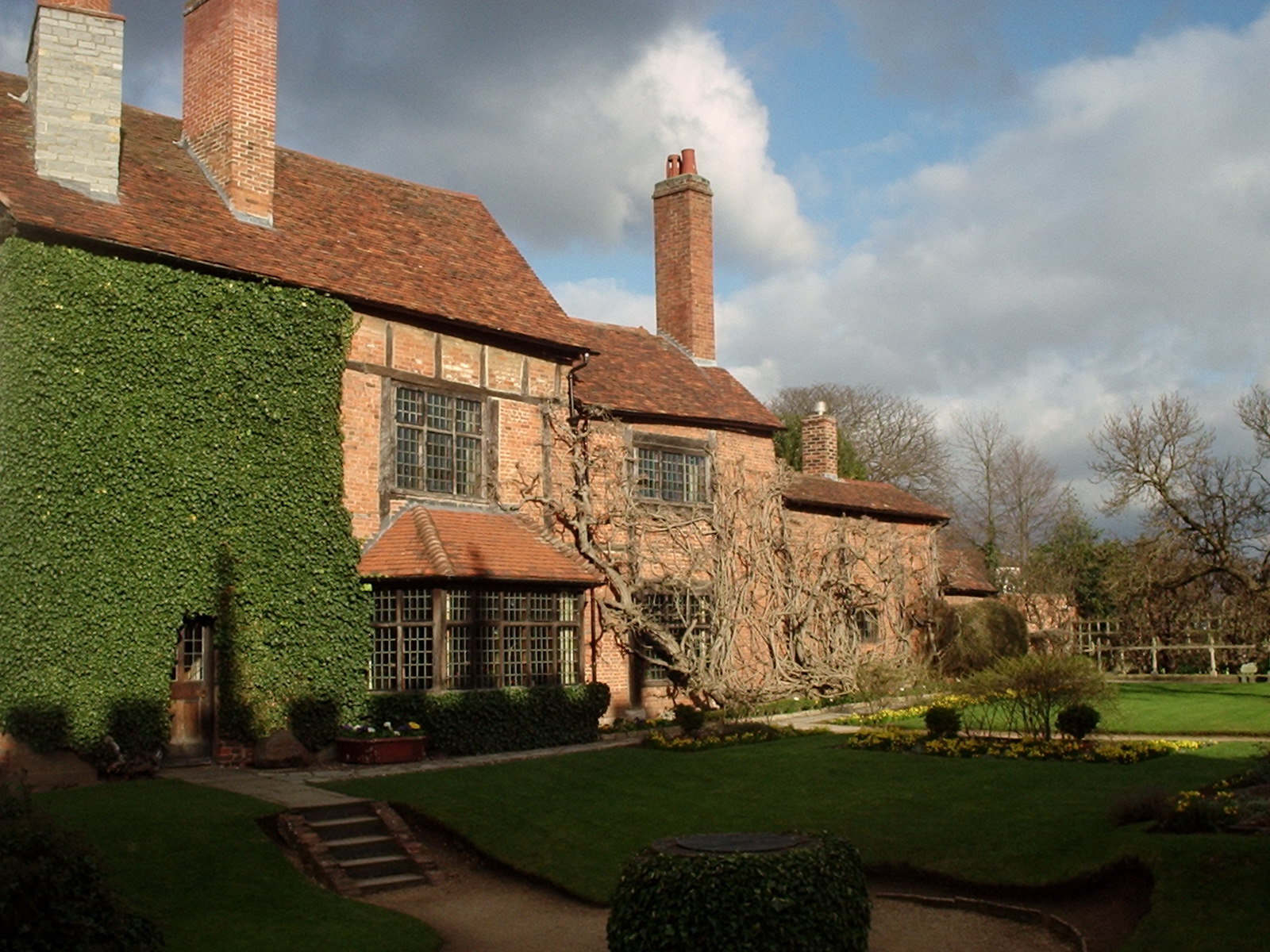
New Place, en la actualidad.

También puede dar confusión con Stratford (Londres) (en el London Borough of Newham) que formó parte de las infraestructuras de los Juegos Olímpicos de Londres 2012.
Es mundialmente conocido por ser el lugar de nacimiento y defunción de William Shakespeare. La ciudad está unida por tanto al teatro y al turismo, recibiendo unos tres millones de visitantes al año procedentes de todo el mundo.

## Monumentos y atracciones turísticas
La ciudad se encuentra sobre el río Avon (afon o avon significa «río» en celta) en cuya ribera se encuentra el Royal Shakespeare Theatre, lugar de actuación de la Royal Shakespeare Company (RSC). La compañía del RSC actúa en dos pequeños teatros, uno de ellos es el The Swan (el cisne), remodelado posteriormente como Teatro Elizabethan y el otro se denomina el Black Box Theatre.

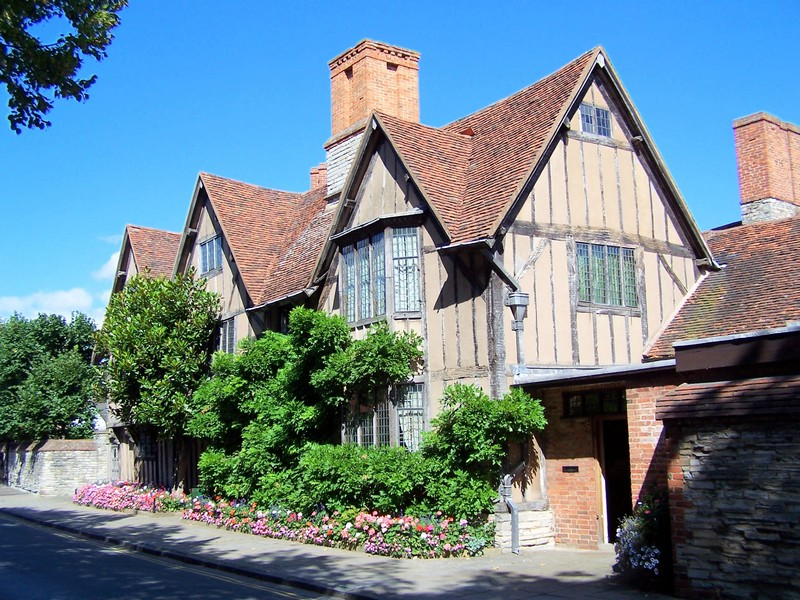
Hall's Croft.

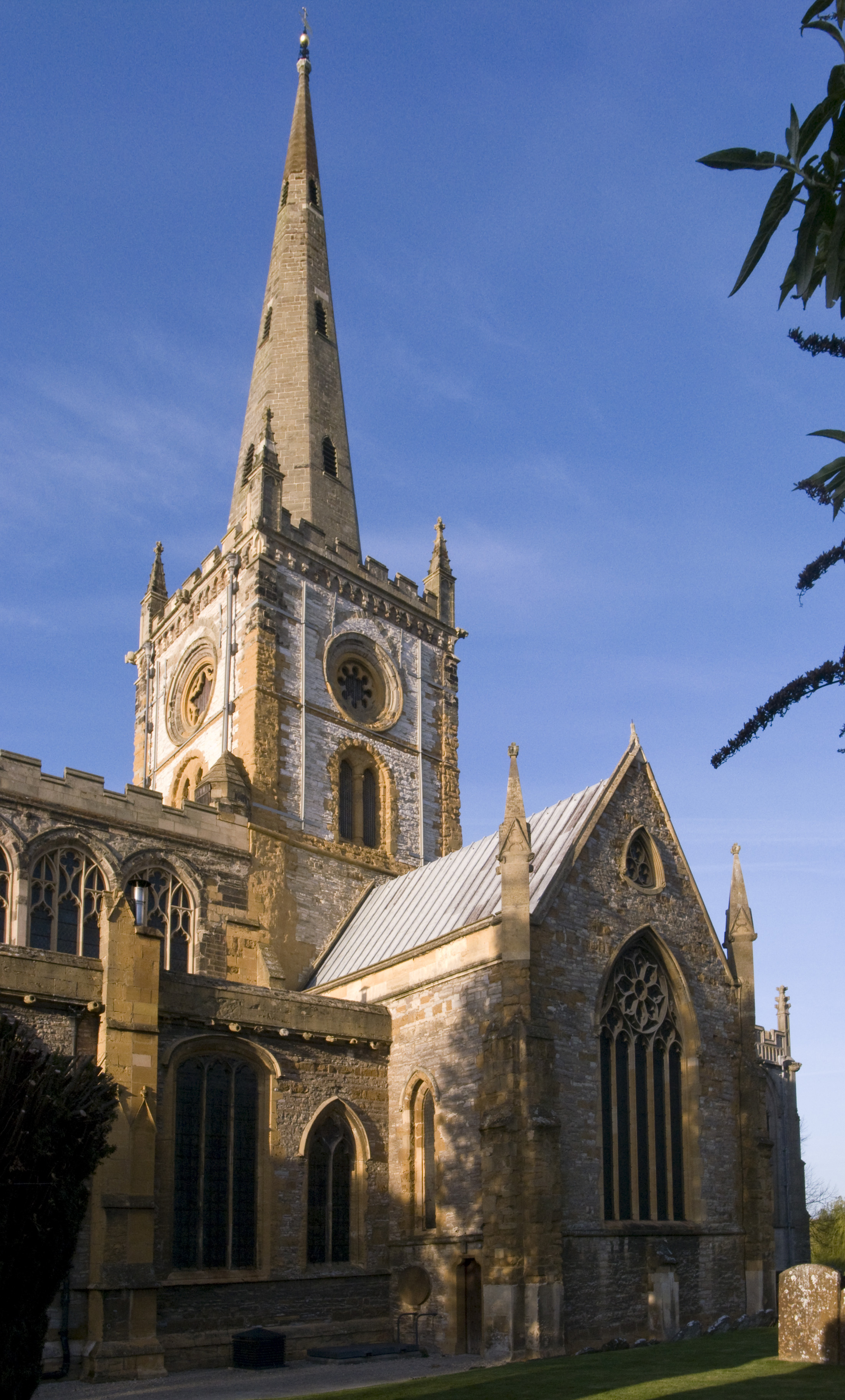
La Iglesia de la Santísima Trinidad donde fue bautizado y enterrado Shakespeare.

Entre las atracciones turísticas más importantes en la ciudad se encuentra la casa natal de Shakespeare, así como las casas: Hall's Croft (la que en su tiempo fue casa de su hija Susannah) y la casa nueva New Place que fue de su propiedad y donde vivió los últimos años hasta su muerte en 1616. Es de resaltar la iglesia donde fue bautizado y enterrado el dramaturgo inglés (Holy Trinity Church).
Cerca de la ciudad hay diversas propiedades asociadas con Shakespeare de sus padres y esposa: Anne Hathaway's Cottage en Shottery, la que fue casa de su mujer, Mary Arden's House, la casa de su madre, y las granjas y edificios en Snitterfield, donde nació su padre. Todo esto se puede visitar siguiendo las rutas que realizan los autobuses turísticos.
Existen otras atracciones no relacionadas con Shakespeare que incluyen una granja de mariposas, Butterfly Farm, los jardines de Bancroft, y el pub frecuentado por actores llamado Black Swan (Cisne Negro, a veces citado como 'Dirty Duck', Pato Sucio).
A trece kilómetros, cerca de Ragley Hall, se encuentra una de las casas más elegantes de Inglaterra que aloja el parque de esculturas de Jerwood.
La ciudad poseía una galería de arte sobre publicidad, pero fue cerrada en 2004.
El flujo ingente de turistas a Stratford ha causado tensiones con los residentes desde las últimas décadas del siglo XX, y las quejas se llegaron a materializar mediante el bloqueo de numerosos autobuses que acceden a la ciudad.

## Economía
El turismo ha causado tensión entre los habitantes del municipio y las autoridades, principalmente por las molestias del ruido y el tráfico.
Además del turismo la ciudad vive de industrias como el aluminio y del sector servicios.

## Cultura, educación e investigación
En Stratford se encuentran varias instituciones dedicadas al estudio de Shakespeare como la fundación “Shakespeare Birthplace” y el “Shakespeare Institute”.

## Ciudades hermanadas
- Stratford — Estados Unidos
- Stratford (Ontario) — Canadá
- Stratford (Isla Príncipe Eduardo) — Canadá
- Stratford — Nueva Zelanda